# Fortunabrunnen (Winterthur)

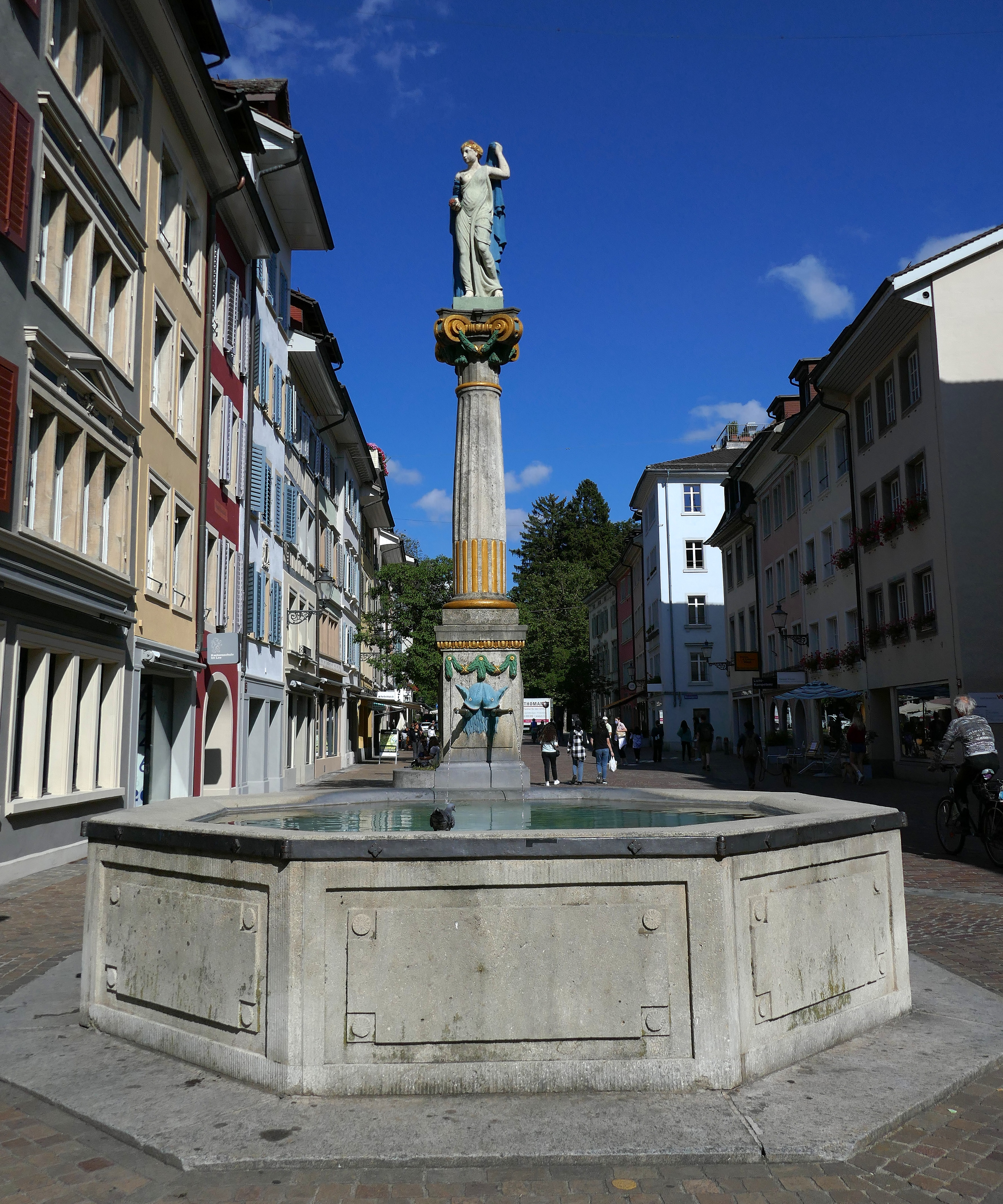
Der Fortunabrunnen in Winterthur (2021)

Der Fortunabrunnen (auch Florabrunnen, Obertorbrunnen) ist ein frühneuzeitlicher Laufbrunnen beim Obertor in der historischen Altstadt von Winterthur in der Schweiz. Er wird im Schweizerischen Kulturgüterschutzinventar als Objekt von regionaler Bedeutung geführt und ist zusammen mit dem «Justitiabrunnen» an der Marktgasse der einzige erhaltene vorindustrielle Figurenbrunnen der Stadt. In seiner heutigen Gestalt ist er um 1770, zwischen Rokoko und Klassizismus, entstanden.

## Geschichte
→ Zum historischen Hintergrund: Justitiabrunnen (Winterthur)
Der steinerne Vorgängerbau des Fortunabrunnens wurde 1580 am Obertor errichtet. Verantwortlich dafür zeichnete Melchior Bartmann von Bremgarten, der auch die Brunnen an der Steinberggasse («Goldbrunnen») und am Untertor («Wilder-Mann-Brunnen») konstruierte und ausserhalb Winterthurs unter anderem als Architekt der Verenakapelle in Aettenschwil (1574) gilt. Die Kosten beliefen sich auf 180 Gulden. Sein über unterirdische Teuchel geleitetes Trinkwasser bezog der Brunnen aus dem Mockentobel am Lindberg (Äusseres Lind) im Norden der Stadt.
Um das Jahr 1770 wurde der Brunnen erneuert und mit Stock, Säule und Figur im Rokokostil versehen. 1806 musste die Figur ein erstes Mal renoviert werden. Im Zuge der Errichtung einer modernen Wasserversorgung wurde der nunmehr nicht mehr benötigte und als sperrig empfundene Brunnen 1871 aus der Altstadt entfernt und an die Technikumstrasse beim Wollenhof versetzt. 1931 wurde die in Mitleidenschaft gezogene Sandsteinfigur durch eine Replik des Bildhauers Fritz Liechti ersetzt. Das Original befindet sich heute auf Schloss Mörsburg.
Als die Altstadt in den 1970er-Jahren autofrei wurde, dachte man bald über die Rückversetzung der exilierten Brunnen nach. Für die Marktgasse wurde der als aparter geltende Justitiabrunnen dem Fortunabrunnen vorgezogen. 1983 kehrte der Fortunabrunnen an seinen angestammten Ort, das frisch restaurierte Obertor, zurück. Er wurde dazu umfassend renoviert.

## Beschreibung
Die Brunnenschale (der Trog) hat acht Ecken und ist zurückhaltend klassizistisch dekoriert.
Die Säule ist derjenigen des «Justitiabrunnens» sehr ähnlich, insgesamt aber wesentlich schlichter gestaltet. Wie bei jenem dient der quadratische Brunnenstock als Sockel. Die Brunnenröhren entspringen den Mäulern zweier blauer Delfine. Darüber sind Festons angebracht.
Die eigentliche Säule vereint eklektizistische Merkmale verschiedener Säulenordnungen. Die Basis ist toskanisch, mit quadratischer Plinthe und einfacher, goldener Wulst. Der Schaft verjüngt sich gegen oben und weist unterhalb des Kapitells einen goldenen Halsring auf. Die Kanneluren sind unten gefüllt und golden bemalt. Das komposite Kapitell hat auf allen vier Seiten goldene Voluten, zwischen denen Festons hängen.
Wen die Figur darüber darstellt, ist nicht evident. Paul Meintel spricht 1931 generisch von einer «graekisierende[n] weibliche[n] Figur». Des Blumensträusschens in ihrer Rechten und der Rose im goldenen Kranz wegen wurde sie ursprünglich mit der römischen Blumen- und Frühlingsgöttin Flora identifiziert. Die heute dominierende Zuschreibung als Glücks- und Schicksalsgöttin Fortuna ist willkürlich, kein Attribut weist im Geringsten darauf hin. Die Figur trägt ein enganliegendes, dünnes Gewand mit fliessendem Faltenwurf, das sie mit der Linken emporhebt.

## Rezeption
Paul Meintel empfand den «Fortunabrunnen» im Vergleich zum «Justitiabrunnen» als «ruhiger und stilvoller im Aufbau». Das Fazit zur Fortuna-/Florafigur im Winterthur-Band von Die Kunstdenkmäler der Schweiz lautet:
«Tüchtige, über dem handwerklich provinziellen Niveau stehende Leistung, die indessen über eine gewisse Leere des virtuos beherrschten Zeitstiles nicht ganz hinauskommt.»
Im Winterthur Glossar steht zur zweifelhaften Identifizierung der Figur:
«Ob es sich um den ‹Florabrunnen› oder den ‹Fortunabrunnen› handelt, ist in Winterthur umstritten. Die Sehnsucht nach Glück hat jedoch dazu geführt, dass ‹Fortuna› der geläufigere Name ist.»